# Manuel Balagué
Manuel Balagué, né le 12 août 1998 en Argentine, est un joueur international argentin de volley-ball évoluant au poste d'attaquant au Lausanne UC.

## Palmarès

### En club
- Vainqueur de la coupe de Chypre : 2022
- Premier la saison régulière de Ligue B française 2022-2023 et finaliste du championnat

### En sélection
- Champion du monde U19 : 2015
- Champion Amérique du Sud : 2021
- Vainqueur des Jeux panaméricains : 2019